# لیندسی ویسدوم-هیلتون
لیندسی ویسدوم-هیلتون (انگلیسی: Lindsay Wisdom-Hylton؛ زادهٔ ۲۶ مهٔ ۱۹۸۶) بازیکن بسکتبال اهل ایالات متحده آمریکا است.